# Catharinastraat
De Catharinastraat is een winkelstraat in Doetinchem. De straat sluit aan op het Simonsplein en is het verlengde van de Hamburgerstraat in de richting van de Walstraat en het Catharinaplein. Het is een gebogen straat met overwegend nieuwbouw. 
Onder de Catharinastraat bevindt zich een parkeergarage, de Catharinagarage. Deze garage werd uitgebreid omdat de parkeerplaats bovengronds volgebouwd werd. In de omgeving werden het oude postkantoor en het oude ABN-AMRO gebouw hersteld. Deze projecten waren deel van het Masterplan Schil uit 2007.